# Constanze Wächter

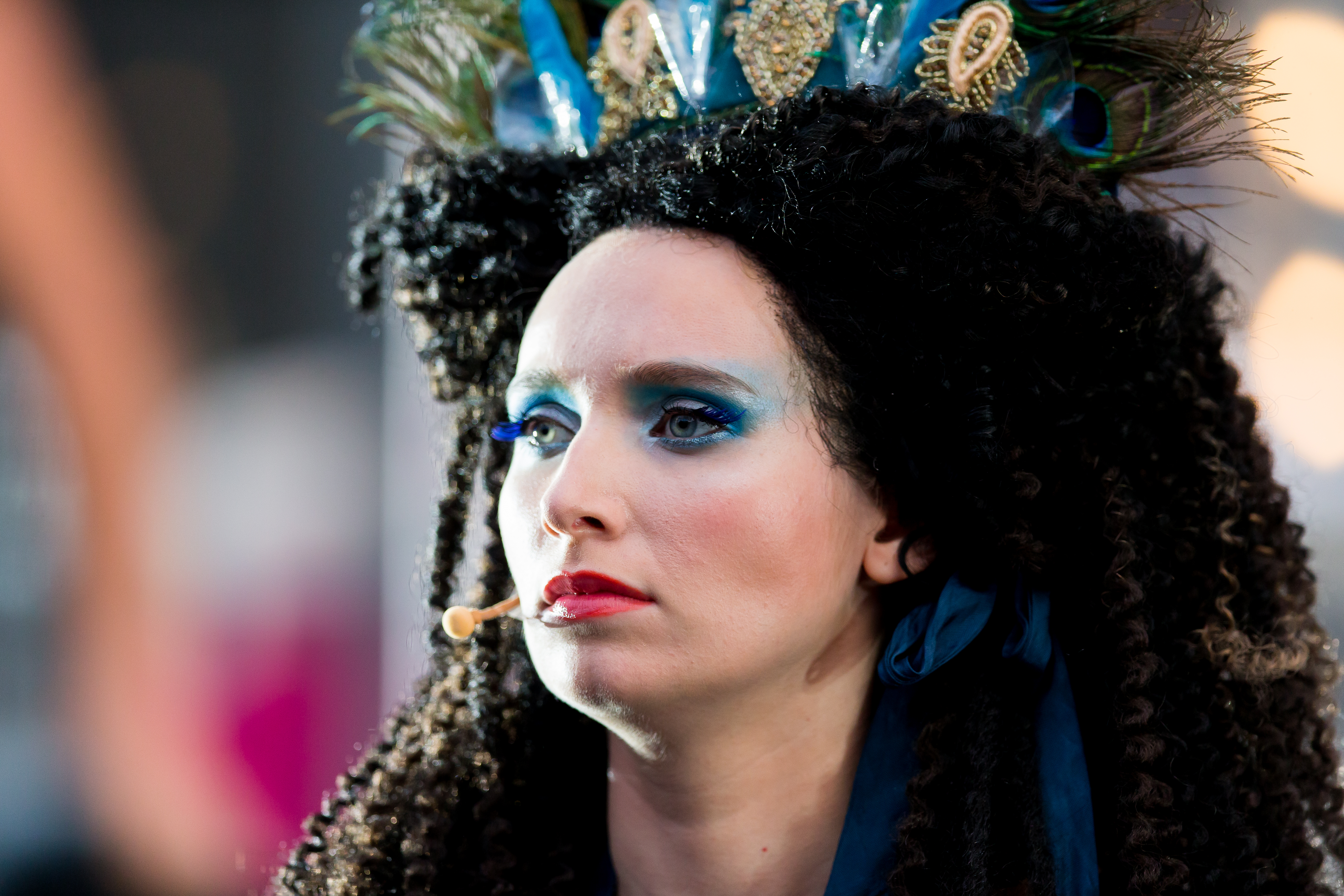
Constanze Wächter 2016 als "die Jüngere Kriemhild Simone Gehel" bei den Nibelungenfestspielen

Constanze Wächter (* 1988 in Dresden) ist eine deutsche Schauspielerin.

## Leben
Constanze Wächter studierte von 2009 bis 2013 Schauspiel an der Hochschule für Schauspielkunst „Ernst Busch“ Berlin und schloss das Studium mit Auszeichnung ab. Davor drehte sie 2009 den Film Frühlings Erwachen und wurde für die Rolle der Wendla für den New Faces Award nominiert. 2010 erhielt der Film ebenfalls eine Nominierung für den 3sat-Zuschauerpreis. 2012 lief der Film Frauensee mit ihr in der Rolle der Olivia in den deutschen Kinos an. Am Münchner Volkstheater war sie von 2013 bis 2016 festes Ensemblemitglied. Von 2016 bis 2017 verkörperte sie die Rolle der Anna Bartholdy in der Serie Soko München.
Zu sehen war sie außerdem 2013 als Albertine in der Ausstellung Vertigo von Jim Rakete in der Münzing Claassen Galerie.
Wächter lebt in Berlin.

## Filmografie (Auswahl)
- 2009: Frühlings Erwachen (Fernsehfilm)
- 2011: Jetzt sind wir dran (Fernsehfilm)
- 2012: Mord in Ludwigslust (Fernsehfilm)
- 2012: Der Bergdoktor – Bis zum Schluss (Fernsehserie)
- 2012: Frauensee
- 2014: Stilles Erbe (Kurzfilm)
- 2014: Für immer
- 2015: Revolution Now!
- 2015: Käthe Kruse (Fernsehfilm)
- 2016: Droge.Macht
- 2016–2017: SOKO München (Fernsehserie, 10 Folgen)
- 2016: Der Alte – Liebesrausch (Fernsehserie)
- 2017–2018: Die Rosenheim-Cops (Fernsehserie, 2 Folgen)
- 2019: Letzte Spur Berlin – Happy Birthday (Fernsehserie)
- 2019: Watzmann ermittelt – Kalkül oder Liebe (Fernsehserie)
- 2019: Der Kriminalist – Die Richterin (Fernsehserie)
- 2023: SOKO Leipzig: Mord im Warenkorb (Fernsehserie)

## Theater (Auswahl)
- 2012 Zoff in Chioggia, Schauspielhaus Bochum (Regie: Nuran David Calis)
- 2013 Geschichten aus dem Wienerwald, Münchner Volkstheater (Regie: Christian Stückl)
- 2013 Roberto Zucco, Münchner Volkstheater (Regie: Milos Lolic)
- 2013 Der große Gatsby, Münchner Volkstheater (Regie: Abdullah Kenan Karaca)
- 2014 Das Wintermärchen, Münchner Volkstheater (Regie: Christian Stückl)
- 2014 Die Kinder der Sonne, Münchner Volkstheater (Regie: Csaba Polgár)
- 2014 Kasimir und Karoline, Münchner Volkstheater (Regie: Hakan Savas Mican)
- 2015 Nathan der Weise, Münchner Volkstheater (Regie: Christian Stückl)
- 2015 Caligula, Münchner Volkstheater (Regie: Lilja Rupprecht)[4]
- 2015 Welcome to Paradise, Münchner Volkstheater (Regie: Karen Breece)
- 2016 Gold. Der Film der Nibelungen, Nibelungen Festspiele Worms (Regie: Nuran David Calis)[5]

## Hörspiele
- 2013 Das Koma (Catherine) – Regie: Nick Mockridge (Deutschlandfunk-Hörspiel)
- 2014 Der ewige Spießer (Rigmor) – Regie: Bernadette Sonnenbichler (BR-Hörspiel)

## Synchron
- 2016–2017 Rutina Wesley als Liza Warner in Arrow (Regie: Christian Weygand, Folge Späte Reue und Der Sündenbock)[6]

## Auszeichnungen
- 2010: Nominierung für den New Faces Award als beste Nachwuchsschauspielerin für Frühlings Erwachen